# Devadatta cyanocephala
Devadatta cyanocephala – gatunek ważki z rodziny Devadattidae.
Wszystkie znane stanowiska znajdują się w Wietnamie.